# Sparenwoude
Sparenwoude was een kasteel of hofstede in het Nederlandse dorp Spaarnwoude, provincie Noord-Holland.

## Geschiedenis
De oudste vermelding van een goed te Spaarnwoude is in een akte van 25 april 1274: Jan Persijn, heer van Waterland, gaf zijn bezit in Spaarnwoude in leen aan IJsbrand van Sparenwoude. Dit leen kon volgens de akte ook in vrouwelijke lijn vererven.
Midden 14e eeuw kwam Waterland aan het graafschap Holland en daarmee ook de goederen te Spaarnwoude. Jan van Sparenwoude hield zijn bezit te Spaarnwoude oorspronkelijk dus in leen van de familie Persijn, maar na de overdracht van Waterland was de Hollandse graaf zijn leenheer. In 1387 werd Jans zoon Gerrit Jansz. van Sparenwoude door Albrecht van Beieren, graaf van Holland, beleend met de bezittingen te Spaarnwoude.

### Hofstede
In 1438 droeg Gerrit van Sparenwoude het goed over aan zijn neef Jan van Sparenwoude Claaszoon. Volgens de oorkonde stond er een hofstede of versterkt huis op het terrein. Jan was ambachtsheer van Spaarnwoude en bezat tevens diverse rechten, zoals tienden, het recht op zwanendrift en visserijrechten. Hij huwde met Janne van Delft, aan wie hij het leenbezit alvast overdroeg. Het stel bleef kinderloos en toen Jan uiterlijk in 1449 overleed werd Janne de eigenaresse van het huis Sparenwoude en bijbehorende gronden. Ze erfde overigens niet het ambacht Sparenwoude: dat werd door hertog Filips in leen gegeven aan Thomas van Hogendorp.
In de belening van het kasteel in 1462 stelde de hertog de voorwaarde dat het huis alleen kon vererven naar een zoon. Janne had echter geen zoon. Door een gebrek aan inkomsten dreigde ze in armoede te geraken en ze verzocht de hertog het huis te mogen verkopen. Aanvankelijk wilde de hertog dit niet: hij zou het huis toch wel weer in handen krijgen zodra Janne overleed, aangezien zij geen erfgenaam naliet. In 1465 gaf hij alsnog toe en Janne verkocht Sparenwoude met de bijbehorende gronden aan Gerrit van Berkenrode, de baljuw van Amstelland.

### Afgebroken
Het is niet bekend wanneer het kasteel is afgebroken. Volgens ooggetuigen in een notariële akte uit 1626 zou er nog in 1560 en in 1604 een 'heerenhuijs' hebben gestaan, maar in 1626 was het gebouw toch echt niet veel meer dan een ruïne.
De familie Van Berkenrode bleef tot 1643 in bezit van de gronden te Sparenwoude. In dat jaar stierf de familie in mannelijke lijn uit en viel Sparenwoude terug aan de Staten van Holland, de juridische opvolger van het graafschap.

## Beschrijving
De ligging van kasteel Sparenwoude is niet duidelijk. Het meest waarschijnlijke is dat het kasteel ten noorden van de dorpskerk stond. Zowel de kerk als het kasteel zijn dan gebouwd op dezelfde strandwal. Archeologisch onderzoek in 2009 gaf echter geen uitsluitsel voor de aanwezigheid van een kasteel op deze plek.
Op de mogelijke kasteellocatie staan anno 2024 boerderijen en andere gebouwen op een vierkant terrein gegroepeerd. Onder de bebouwing bevinden zich enkele oude kelders die mogelijk al stammen uit eind 14e eeuw. Het zou hier kunnen gaan om de kelders van kasteel Sparenwoude. De kelders zijn aangemerkt als gemeentelijke monumenten.
In hoeverre Sparenwoude daadwerkelijk een kasteel is geweest, blijft ook onduidelijk. Mogelijk was het niet meer dan een representatieve woning met een boerderij, maar het kan ook een adellijke woontoren betreffen waarvan de kelders zijn hergebruikt in latere bebouwing.
Adrichem · Aelbrechtsberg · Akersloot · Amstel · Amsterdam · Assendelft · Assumburg · Banjaert · Beeckestijn · Berkenrode · Boekel · Bollenhofstede · Ten Bosch · Brederode · Caprera · Ter Coulster · Cranenbroek · Dampegeest · Eenigenburch · Egmond · Heemstede · Hilversum · Ilpenstein · Jan Aernts woninge van Bennebroek · Keggenrode · Ter Kleef · Kostverloren · Kronenburg · Marquette · Merestein · Middelburg · Muiderslot · Nederhorst · Nieuwburg · Nuwendoorn · Oud Haerlem · De Park · Poelenburg · Purmersteijn · Radboud · Huis te Ramp · Reewijk/Rietwijk · Rolland · Ruysdael · Schagen · Huis te Schoten · Sparenwoude · Te Spijk · Swanenburch · Sypesteyn · Tetrode · Teylingerbosch · Torenburg · Velsen · De Vlotter · Vogelenzang · Ter Wijc · Wijdenes · Ypestein · Te Zaanen